# 甘地尼亞調
甘地尼亞調(Cantiñas) 是一群佛朗明哥曲式。

## 起源
起源於西班牙安達魯西亞的加地斯省。(雖然少數是從Sevilla省發展出來的。)
它們跟soleá 有著同樣的節奏(或稱 compás) ，通常用比較輕快，大概在 120 到 160 r.p.m. 之間。通常用大調演奏，並且有著節慶的氣氛。
通常的主音和弦是 E 大調，C大調，偶爾用 A大調。A大調通常只有在吉他獨奏會聽到。和弦進行通常是簡單的 主╱屬和弦 進行，現代吉他手加入了其他的和弦做為中間過渡用。
它們在歌唱咖啡廳時代流行起來，那大約是 1850 到 1920 年代。原來這些歌只是用來伴舞的。

## 區分
這群曲式可以更細區分為：
- 歡愉調(Alegrías)
- Romeras
- 蝸牛調(Caracoles)
- Mirabrás
- 其他 cantiñas, 包括"cantiñas de Pinini(歌手 Pinini 創造的)" (或 "cantiñas de Utrera 因為 Pinini 住在 Utrera), "cantiña del contrabandista", "cantes de las Mirris" 或 "alegrías de Córdoba(哥多華的歡愉調)".

## 歌詞
歌詞通常包含四句歌詞，每句歌詞有八個音節。通常外帶一個三句長的副歌，每句有五個音節。
可以參考的錄音包括：
加地斯類有Chano Lobato, Aurelio Sellé, Manolo Vargas and La Perla de Cádiz。
Pinini 類有 Bernarda de Utrera 跟 Fernanda de Utrera 姊妹;
"alegrías de Córdoba"可以聽 Curro de Utrera;
"caracoles"可以聽 Antonio Chacón;
La Niña de los Peines的錄音也可以聽到所有這些曲式。 
現代歌手中則可以聽Camarón de la Isla, Carmen Linares 或 Mayte Martín。

## 來源
MARTÍN SALAZAR, Jorge: Los cantes flamencos, Diputación Provincial de Granada
ÁLVAREZ CABALLERO, Ángel: La discoteca ideal del flamenco, Planeta, 1995